# Kommunvapen i Danmark 1970–2006
Ett galleri över kommunvapen i Danmark mellan kommunreformen 1970 och kommunreformen 2007. För Danmarks nuvarande kommunvapen, se kommunvapen i Danmark. För kommunvapen som upphört att gälla redan vid kommunreformen 1970 eller ännu tidigare, se Kommunvapen i Danmark, upphörda 1970 eller tidigare.
|  | Bild på vapnet saknas.     |
|  | Kommunen hade inget vapen. |

## Bornholms amt

Allinge-Gudhjems kommun numera del av Bornholms regionkommun
Hasle kommun numera del av Bornholms regionkommun
Nexø kommun numera del av Bornholms regionkommun
Rønne kommun numera del av Bornholms regionkommun
Åkirkeby kommun numera del av Bornholms regionkommun

2003 ersattes Bornholms amt samt de fem ingående kommunerna av Bornholms regionkommun.

## Frederiksborgs amt

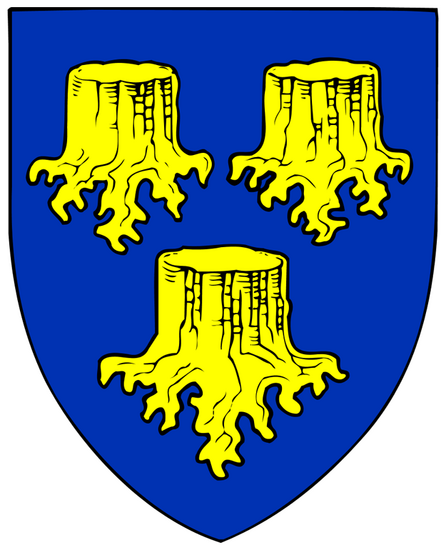
Allerøds kommun
Birkerøds kommun numera del av Rudersdals kommun
Farums kommun numera del av Furesø kommun
Fredensborg-Humlebæks kommun numera del av Fredensborgs kommun
Frederikssunds kommun
Frederiksværks kommun numera del av Halsnæs kommun
Græsted-Gilleleje kommun numera del av Gribskovs kommun
Helsinge kommun numera del av Gribskovs kommun
Helsingørs kommun
Hillerøds kommun
Hundesteds kommun numera del av Halsnæs kommun
Hørsholms kommun
Jægerspris kommun numera del av Frederikssunds kommun
Karlebo kommun numera del av Fredensborgs kommun
Skibby kommun numera del av Frederikssunds kommun
Skævinge kommun numera del av Hillerøds kommun
Slangerups kommun numera uppdelad mellan Frederikssunds och Hillerøds kommuner
Stenløse kommun numera del av Egedals kommun
Ølstykke kommun numera del av Egedals kommun

## Fyns amt

Assens kommun
Bogense kommun numera del av Nordfyns kommun
Broby kommun numera del av Fåborg-Midtfyns kommun
Egebjergs kommun numera del av Svendborgs kommun
Ejby kommun numera del av Middelfarts kommun
Fåborgs kommun numera del av Fåborg-Midtfyns kommun
Glamsbjergs kommun numera del av Assens kommun
Gudme kommun numera del av Svendborgs kommun
Hårby kommun numera del av Assens kommun
Kerteminde kommun
Langeskovs kommun numera del av Kerteminde kommun
Marstals kommun numera del av Ærø kommun
Middelfarts kommun
Munkebo kommun numera del av Kerteminde kommun
Nyborgs kommun
Nørre Åby kommun numera del av Middelfarts kommun
Odense kommun
Otterups kommun numera del av Nordfyns kommun
Ringe kommun numera del av Fåborg-Midtfyns kommun
Rudkøbings kommun numera del av Langelands kommun
Ryslinge kommun numera del av Fåborg-Midtfyns kommun
Svendborgs kommun
Sydlangelands kommun numera del av Langelands kommun
Søndersø kommun numera del av Nordfyns kommun
Tommerups kommun numera del av Assens kommun
Tranekærs kommun numera del av Langelands kommun
Ullerslevs kommun numera del av Nyborgs kommun
Vissenbjergs kommun numera del av Assens kommun
Ærøskøbings kommun numera del av Ærø kommun
Ørbæks kommun numera del av Nyborgs kommun
Årslevs kommun numera del av Fåborg-Midtfyns kommun
Årups kommun numera del av Assens kommun

2006 slogs Marstals kommun samman med Ærøskøbing kommun för att bilda Ærø kommun.

## Köpenhamns amt

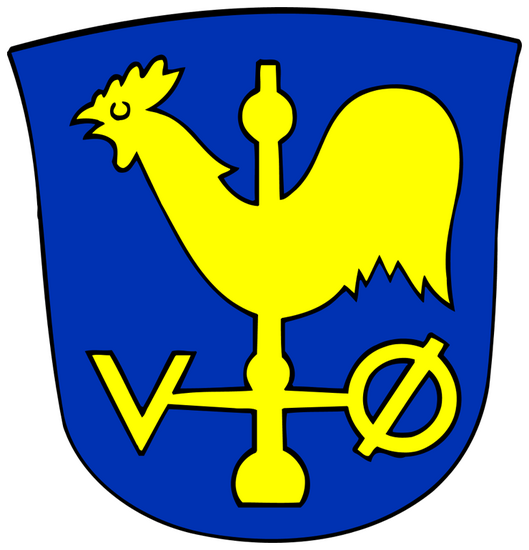
Albertslunds kommun
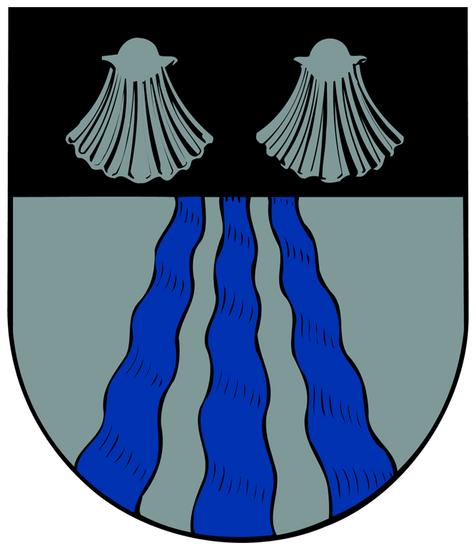
Ballerups kommun
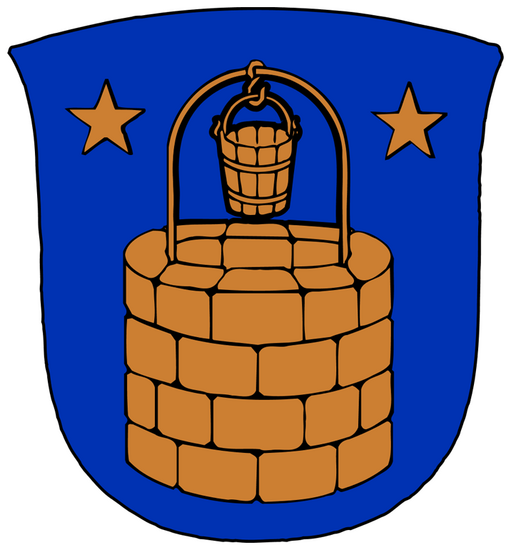
Brøndby kommun
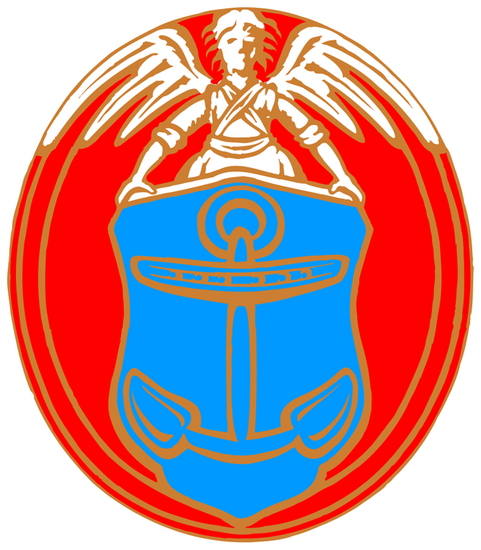
Dragørs kommun
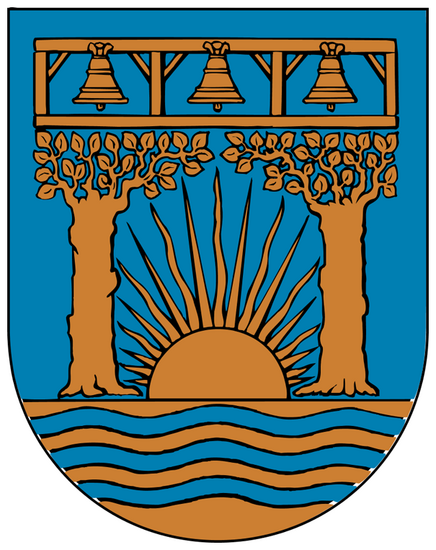
Gentofte kommun
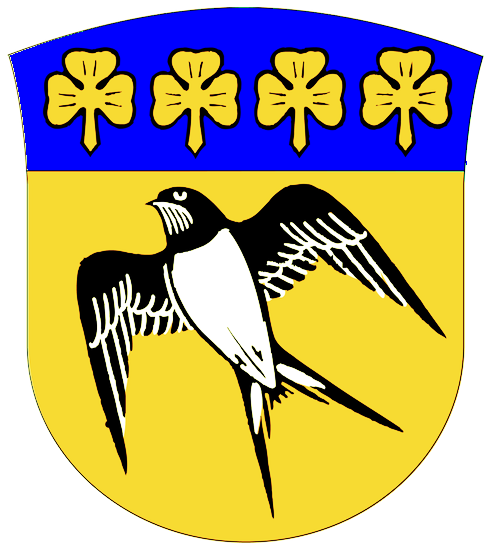
Gladsaxe kommun
Glostrups kommun
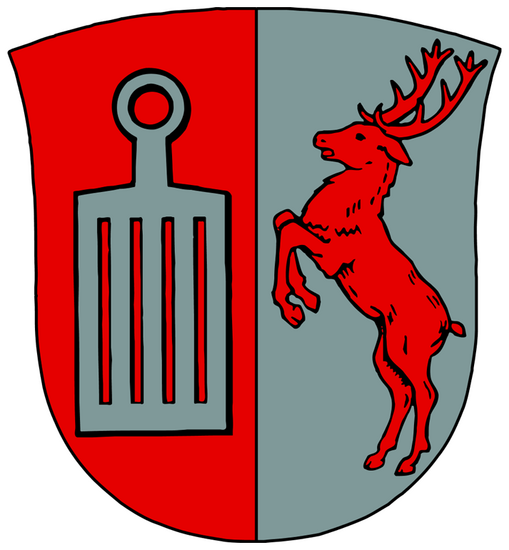
Herlevs kommun
Hvidovre kommun
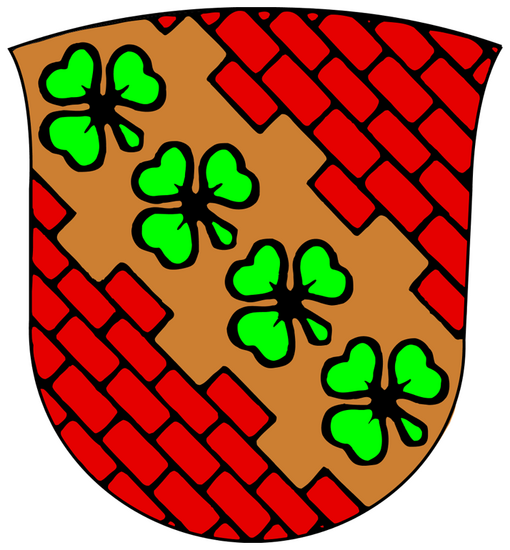
Høje-Tåstrups kommun
Ishøjs kommun
Ledøje-Smørums kommun numera del av Egedals kommun
Lyngby-Tårbæks kommun
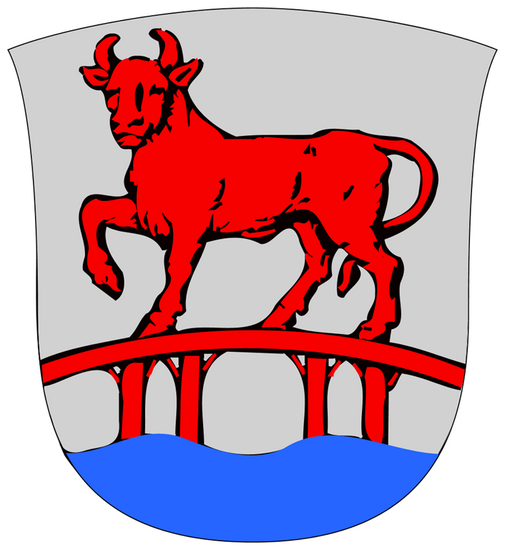
Rødovre kommun
Søllerøds kommun numera del av Rudersdals kommun
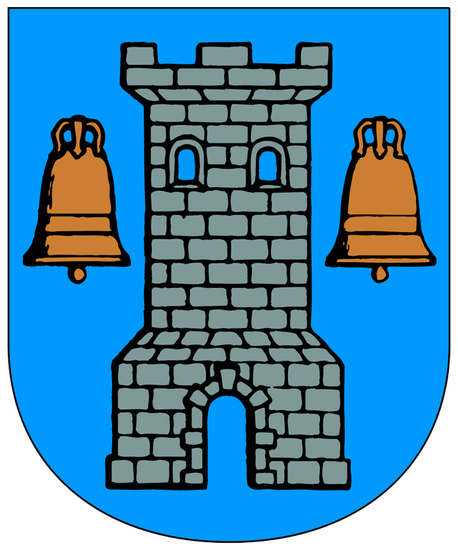
Tårnby kommun
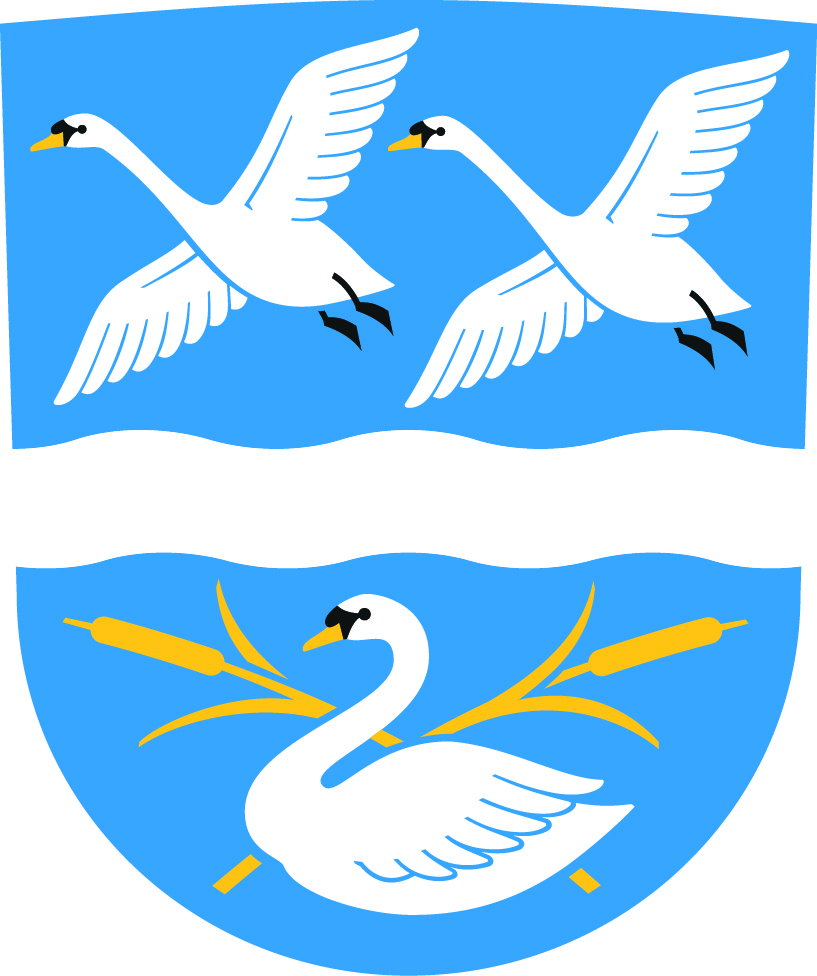
Vallensbæks kommun
Værløse kommun numera del av Furesø kommun

## Nordjyllands amt

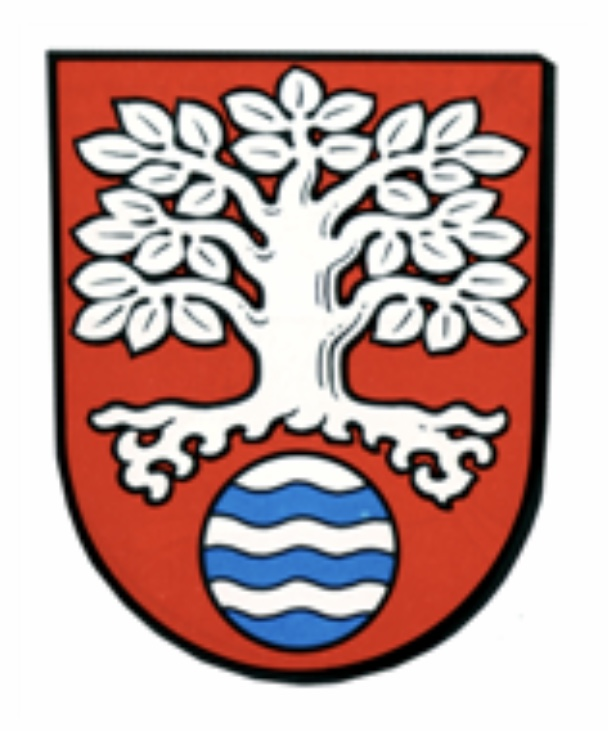
Ardens kommun numera del av Mariagerfjords kommun
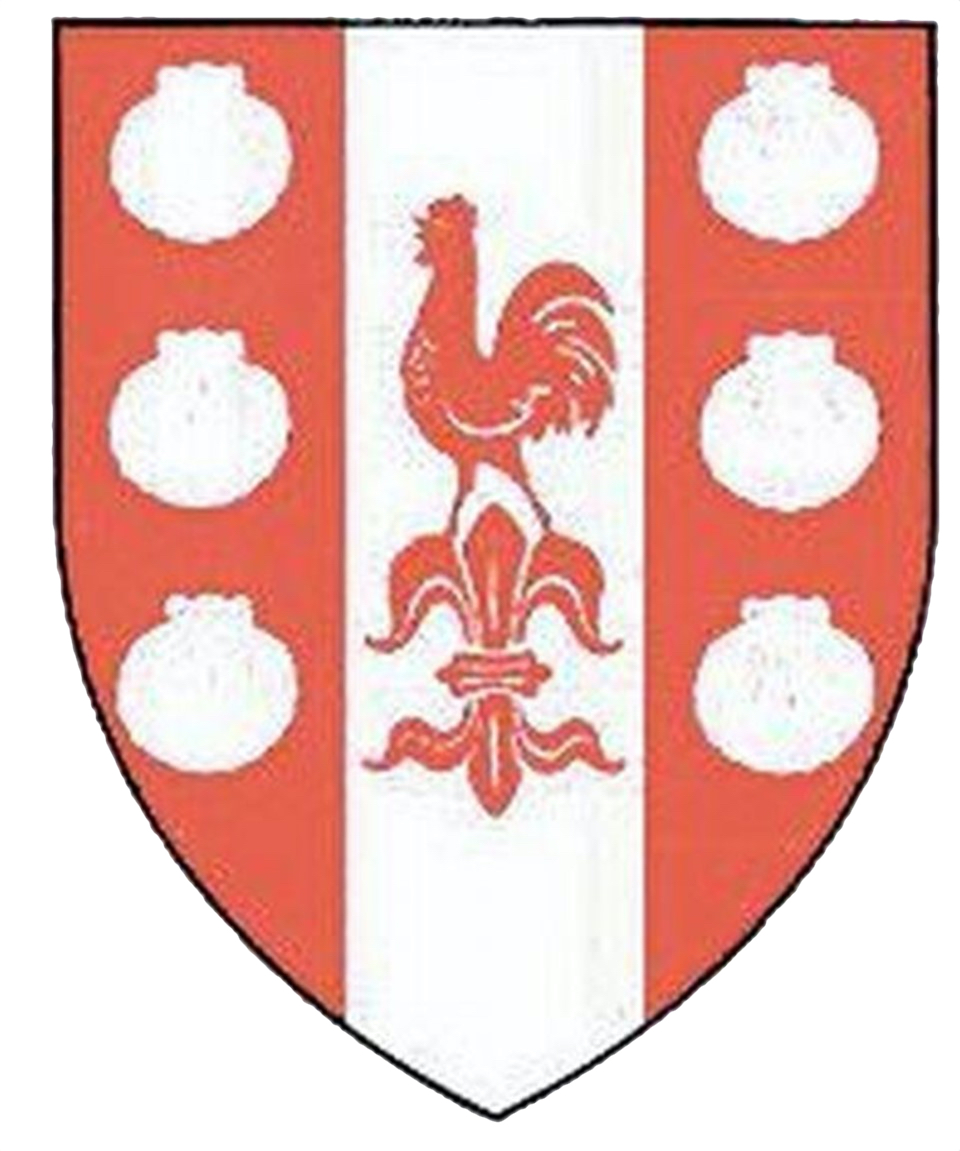
Brovsts kommun numera del av Jammerbugts kommun
Brønderslevs kommun
Dronninglunds kommun numera del av Brønderslevs kommun
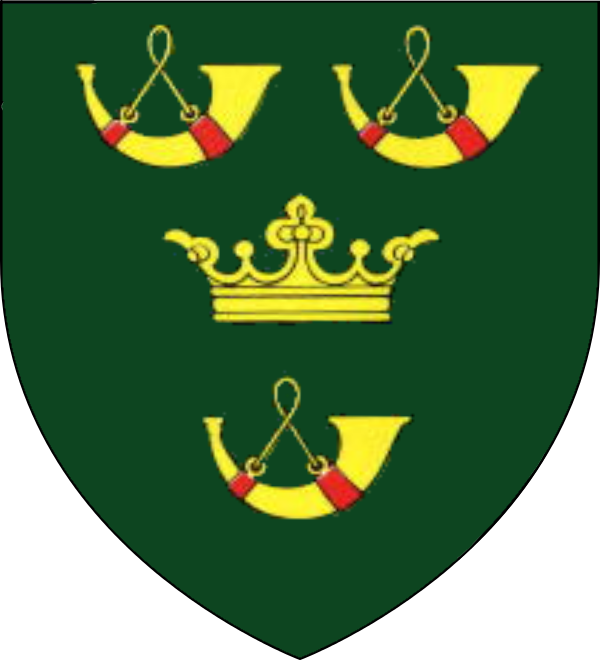
Farsø kommun numera del av Vesthimmerlands kommun
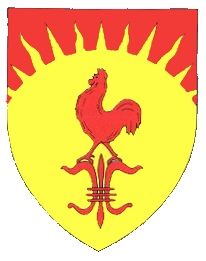
Fjerritslevs kommun numera del av Jammerbugts kommun
Frederikshavns kommun
Hadsunds kommun numera del av Mariagerfjords kommun
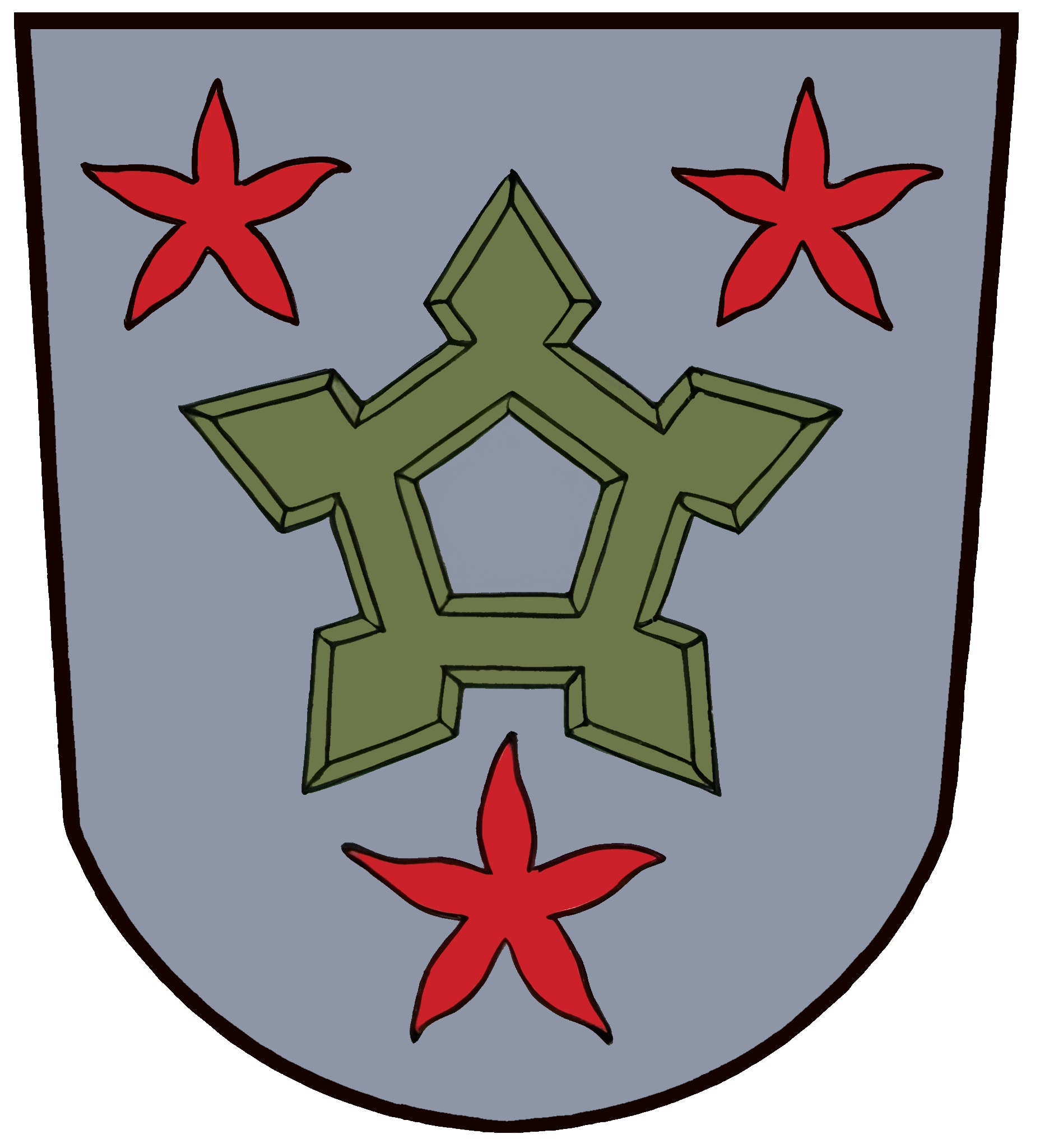
Hals kommun numera del av Ålborgs kommun
Hirtshals kommun numera del av Hjørrings kommun
Hjørrings kommun
Hobro kommun numera del av Mariagerfjords kommun
Læsø kommun
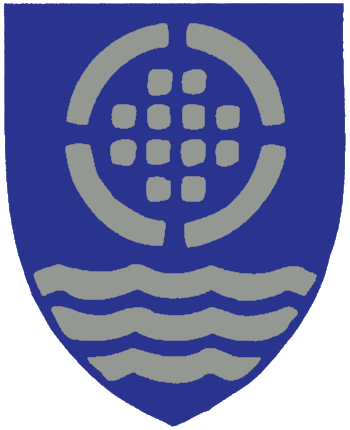
Løgstørs kommun numera del av Vesthimmerlands kommun
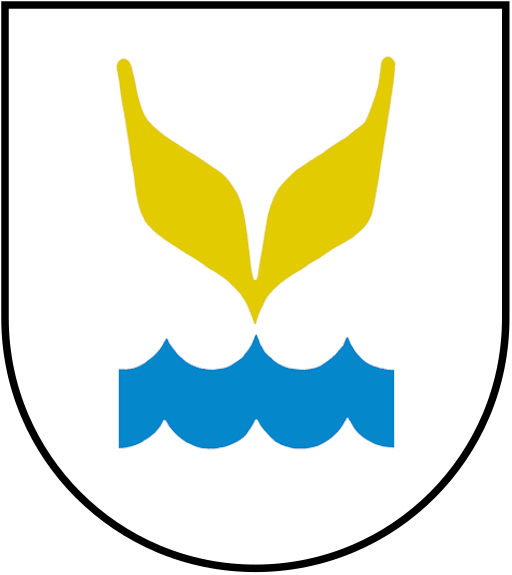
Løkken-Vrå kommun numera del av Hjørrings kommun
Nibe kommun numera del av Ålborgs kommun
Nøragers kommun numera uppdelad mellan Mariagerfjords och Rebilds kommuner
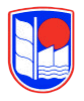
Pandrups kommun numera del av Jammerbugts kommun
Sejlflods kommun numera del av Ålborgs kommun
Sindals kommun numera del av Hjørrings kommun
Skagens kommun numera del av Frederikshavns kommun
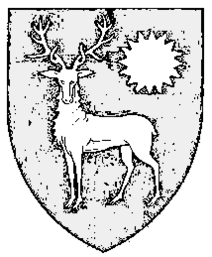
Skørpings kommun numera del av Rebilds kommun
Støvrings kommun numera del av Rebilds kommun
Sæby kommun numera del av Frederikshavns kommun
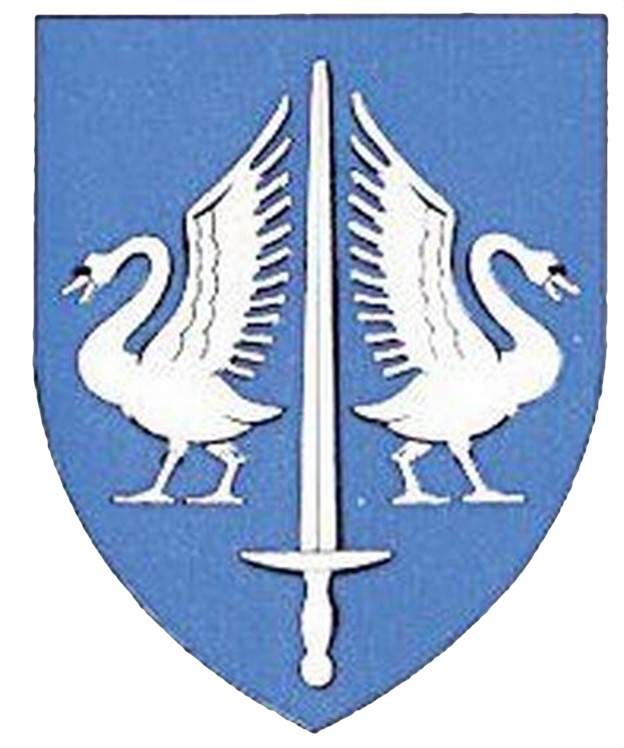
Åbybro kommun numera del av Jammerbugts kommun
Ålborgs kommun
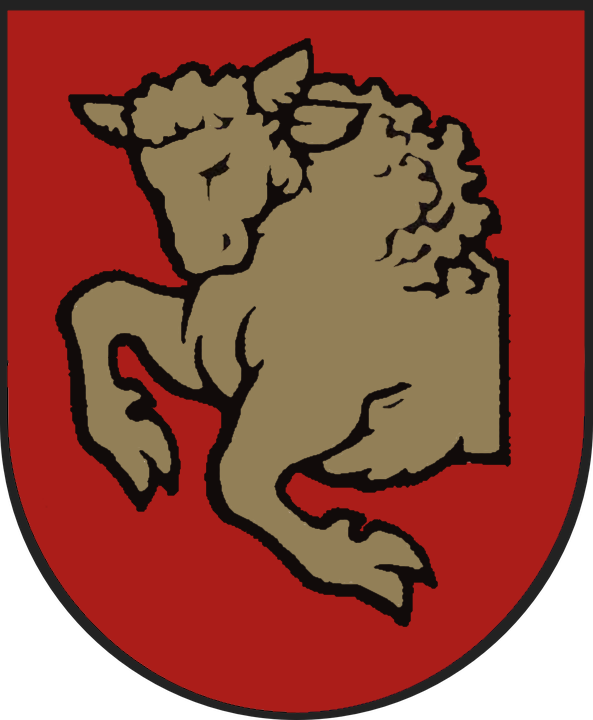
Års kommun numera del av Vesthimmerlands kommun

## Ribe amt

Billunds kommun
Blåbjergs kommun numera del av Varde kommun
Blåvandshuks kommun numera del av Varde kommun
Brammings kommun numera del av Esbjergs kommun
Brørups kommun numera del av Vejens kommun
Esbjergs kommun
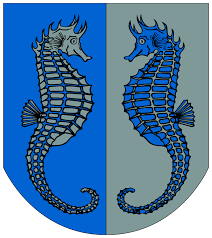
Fanø kommun
Grindsteds kommun numera del av Billunds kommun
Helle kommun numera uppdelad mellan Esbjergs och Varde kommuner
Holsteds kommun numera del av Vejens kommun
Ribe kommun numera del av Esbjergs kommun
Varde kommun
Vejens kommun
Ølgods kommun numera del av Varde kommun

## Ringkjøbings amt

Aulum-Haderups kommun numera del av Hernings kommun
Brande kommun numera del av Ikast-Brande kommun
Egvads kommun numera del av Ringkøbing-Skjerns kommun
Hernings kommun
Holmslands kommun numera del av Ringkøbing-Skjerns kommun
Holstebro kommun
Ikasts kommun numera del av Ikast-Brande kommun
Lemvigs kommun
Ringkøbings kommun numera del av Ringkøbing-Skjerns kommun
Skjerns kommun numera del av Ringkøbing-Skjerns kommun
Struers kommun
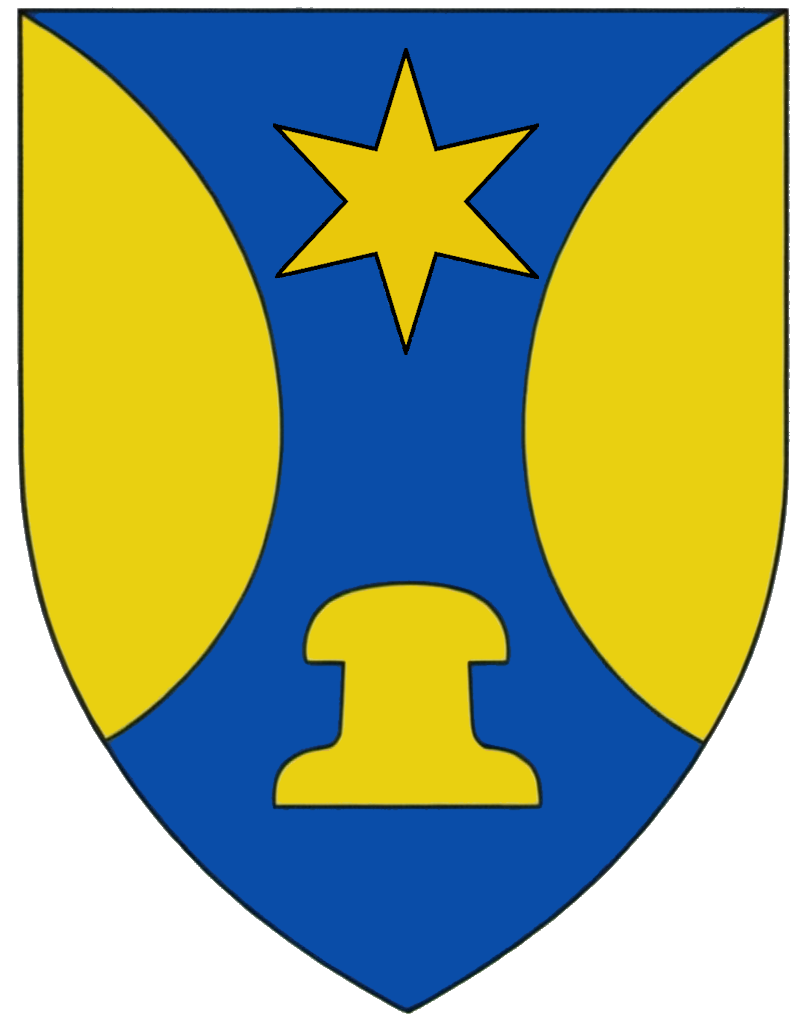
Thyborøn-Harboøre kommun numera del av Lemvigs kommun
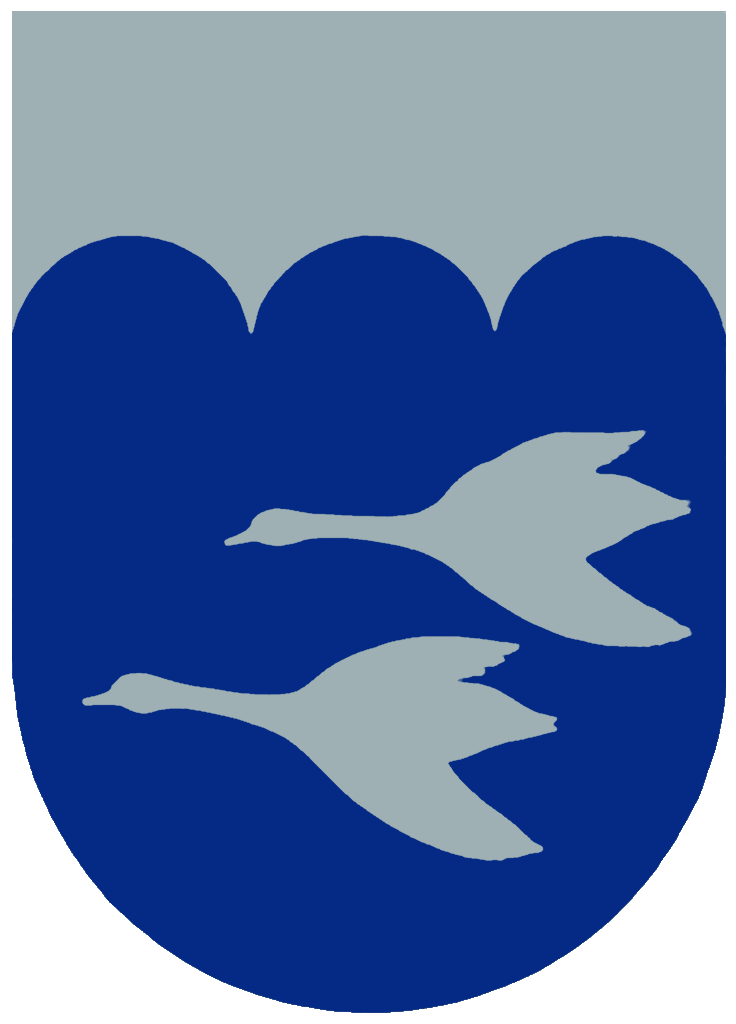
Thyholms kommun numera del av Struers kommun
Trehøje kommun numera del av Hernings kommun
Ulfborg-Vembs kommun numera del av Holstebro kommun
Videbæks kommun numera del av Ringkøbing-Skjerns kommun
Vinderups kommun numera del av Holstebro kommun
Åskovs kommun numera del av Hernings kommun

## Roskilde amt

Bramsnæs kommun numera del av Lejre kommun
Greve kommun
Gundsø kommun numera del av Roskilde kommun
Hvalsø kommun numera del av Lejre kommun
Køge kommun
Lejre kommun
Ramsø kommun numera del av Roskilde kommun
Roskilde kommun
Skovbo kommun numera del av Køge kommun
Solrøds kommun
Vallø kommun numera del av Stevns kommun

## Storstrøms amt

Fakse kommun numera del av Faxe kommun
Fladså kommun numera del av Næstveds kommun
Holeby kommun numera del av Lollands kommun
Holmegårds kommun numera del av Næstveds kommun
Højreby kommun numera del av Lollands kommun
Langebæks kommun numera del av Vordingborgs kommun
Maribo kommun numera del av Lollands kommun
Møns kommun numera del av Vordingborgs kommun
Nakskovs kommun numera del av Lollands kommun
Nykøbing Falsters kommun numera del av Guldborgsunds kommun
Nysteds kommun numera del av Guldborgsunds kommun
Næstveds kommun
Nørre Alslevs kommun numera del av Guldborgsunds kommun
Præstø kommun numera del av Vordingborgs kommun
Ravnsborgs kommun numera del av Lollands kommun
Rudbjergs kommun numera del av Lollands kommun
Rødby kommun numera del av Lollands kommun
Rønnede kommun numera del av Faxe kommun
Sakskøbings kommun numera del av Guldborgsunds kommun
Stevns kommun
Stubbekøbings kommun numera del av Guldborgsunds kommun
Suså kommun numera del av Næstveds kommun
Sydfalsters kommun numera del av Guldborgsunds kommun
Vordingborgs kommun

## Sønderjyllands amt

Augustenborgs kommun numera del av Sønderborgs kommun
Bovs kommun numera del av Åbenrå kommun
Bredebro kommun numera del av Tønders kommun
Broagers kommun numera del av Sønderborgs kommun
Christiansfelds kommun numera uppdelad mellan Haderslevs och Koldings kommuner
Grams kommun numera del av Haderslevs kommun
Gråstens kommun numera del av Sønderborgs kommun
Haderslevs kommun
Højers kommun numera del av Tønders kommun
Lundtofts kommun numera del av Åbenrå kommun
Løgumklosters kommun numera del av Tønders kommun
Nordborgs kommun numera del av Sønderborgs kommun
Nørre-Rangstrups kommun numera uppdelad mellan Haderslevs och Tønders kommuner
Røddings kommun numera del av Vejens kommun
Rødekro kommun numera del av Åbenrå kommun
Skærbæks kommun numera del av Tønders kommun
Sundeveds kommun numera del av Sønderborgs kommun
Sydals kommun numera del av Sønderborgs kommun
Sønderborgs kommun
Tinglevs kommun numera del av Åbenrå kommun
Tønders kommun
Vojens kommun numera del av Haderslevs kommun
Åbenrå kommun

## Vejle amt

Brædstrups kommun numera uppdelad mellan Horsens och Skanderborgs kommuner
Børkops kommun numera del av Vejle kommun
Egtveds kommun numera uppdelad mellan Koldings och Vejle kommuner
Fredericia kommun
Gedveds kommun numera del av Horsens kommun
Give kommun numera del av Vejle kommun
Hedensteds kommun
Horsens kommun
Jellings kommun numera del av Vejle kommun
Juelsminde kommun numera del av Hedensteds kommun
Koldings kommun
Lunderskovs kommun numera del av Koldings kommun
Nørre-Snede kommun numera del av Ikast-Brande kommun
Tørring-Uldums kommun numera uppdelad mellan Hedensteds och Vejle kommuner
Vamdrups kommun numera del av Koldings kommun
Vejle kommun

## Vestsjællands amt

Bjergsteds kommun numera del av Kalundborgs kommun
Dianalunds kommun numera del av Sorø kommun
Dragsholms kommun numera del av Odsherreds kommun
Fuglebjergs kommun numera del av Næstveds kommun
Gørlevs kommun numera del av Kalundborgs kommun
Hashøjs kommun numera del av Slagelse kommun
Haslevs kommun numera del av Faxe kommun
Holbæks kommun
Hvidebæks kommun numera del av Kalundborgs kommun
Høngs kommun numera del av Kalundborgs kommun
Jernløse kommun numera del av Holbæks kommun
Kalundborgs kommun
Korsørs kommun numera del av Slagelse kommun
Nykøbing-Rørvigs kommun numera del av Odsherreds kommun
Ringsteds kommun
Skælskørs kommun numera del av Slagelse kommun
Slagelse kommun
Sorø kommun
Stenlille kommun numera del av Sorø kommun
Svinninge kommun numera del av Holbæks kommun
Tornveds kommun numera del av Holbæks kommun
Trundholms kommun numera del av Odsherreds kommun
Tølløse kommun numera del av Holbæks kommun

## Viborg amt

Bjerringbro kommun numera del av Viborgs kommun
Fjends kommun numera del av Viborgs kommun
Hanstholms kommun numera del av Thisteds kommun
Hvorslevs kommun numera del av Favrskovs kommun
Karups kommun numera del av Viborgs kommun
Kjellerups kommun numera del av Silkeborgs kommun
Morsø kommun
Møldrups kommun numera del av Viborgs kommun
Sallingsunds kommun numera del av Skive kommun
Skive kommun
Spøttrups kommun numera del av Skive kommun
Sundsøre kommun numera del av Skive kommun
Sydthy kommun numera del av Thisteds kommun
Thisteds kommun
Tjele kommun numera del av Viborgs kommun
Viborgs kommun
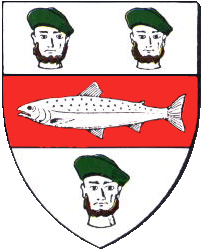
Ålestrups kommun numera uppdelad mellan Mariagerfjords, Vesthimmerlands och Viborgs kommuner

## Århus amt

Ebeltofts kommun numera del av Syddjurs kommun
Galtens kommun numera del av Skanderborgs kommun
Gjerns kommun numera del av Silkeborgs kommun
Grenå kommun numera del av Norddjurs kommun
Hadstens kommun numera del av Favrskovs kommun
Hammels kommun numera del av Favrskovs kommun
Hinnerups kommun numera del av Favrskovs kommun
Hørnings kommun numera del av Skanderborgs kommun
Langå kommun numera uppdelad mellan Favrskovs och Randers kommuner
Mariagers kommun numera uppdelad mellan Mariagerfjords och Randers kommuner
Midtdjurs kommun numera del av Syddjurs kommun
Nørhalds kommun numera del av Randers kommun
Nørre Djurs kommun numera del av Norddjurs kommun
Odders kommun
Purhus kommun numera del av Randers kommun
Randers kommun
Rosenholms kommun numera del av Syddjurs kommun
Rougsø kommun numera del av Norddjurs kommun
Ry kommun numera del av Skanderborgs kommun
Rønde kommun numera del av Syddjurs kommun
Samsø kommun
Silkeborgs kommun
Skanderborgs kommun
Sønderhalds kommun numera uppdelad mellan Norddjurs och Randers kommuner
Thems kommun numera del av Silkeborgs kommun
Århus kommun

## Övriga kommuner

Frederiksbergs kommun
Köpenhamns kommun

Köpenhamns och Frederiksbergs kommuner stod utanför amtsindelningen och var likställda med amten.